# 綏托霍查湖 (奇保區)
14°29′47″S 73°39′20″W / 14.49639°S 73.65556°W
綏托霍查湖（Suyt'uqucha），是秘魯的湖泊，位於該國中南部阿亞庫喬大區，由盧卡納斯省的奇保區負責管轄，處於瓦塔霍查湖和喬皮霍查湖以西。